# Steve Robillard
Steve Robillard (ur. 23 czerwca 1984 w Montrealu) – kanadyjski łyżwiarz szybki, specjalizujący się w short tracku, medalista mistrzostw świata.

## Osiągnięcia
| Rok | Zawody                       | Miasto         | Miejsce | Konkurencja | Wynik    | Źródło |
| --- | ---------------------------- | -------------- | ------- | ----------- | -------- | ------ |
| 2000 | Mistrzostwa świata juniorów  | Székesfehérvár | 5.      | wielobój    | 37       | [ 1 ]  |
| 2001 | Mistrzostwa świata juniorów  | Warszawa       | 20.     | wielobój    | 0 (118)  | [ 2 ]  |
| 2001 | Mistrzostwa świata juniorów  | Warszawa       | 5.      | sztafeta    | ?        | [ 2 ]  |
| 2002 | Mistrzostwa świata juniorów  | Chuncheon      | 4.      | wielobój    | 50       | [ 3 ]  |
| 2002 | Mistrzostwa świata juniorów  | Chuncheon      | 2.      | sztafeta    | 2:47,252 | [ 3 ]  |
| 2003 | Mistrzostwa świata juniorów  | Budapeszt      | 6.      | wielobój    | 13       | [ 4 ]  |
| 2003 | Mistrzostwa świata juniorów  | Budapeszt      | 3.      | sztafeta    | 2:54,081 | [ 4 ]  |
| 2004 | Mistrzostwa świata           | Göteborg       | 33.     | 500 m       | PEN      | [ 5 ]  |
| 2004 | Mistrzostwa świata           | Göteborg       | 6.      | 1000 m      | 1:27,075 | [ 6 ]  |
| 2004 | Mistrzostwa świata           | Göteborg       | 5.      | 1500 m      | 2:16,983 | [ 7 ]  |
| 2004 | Mistrzostwa świata           | Göteborg       | 8.      | wielobój    | 5        | [ 8 ]  |
| 2004 | Mistrzostwa świata           | Göteborg       | 4.      | sztafeta    | DNS      | [ 9 ]  |
| 2005 | Mistrzostwa świata           | Pekin          | 1.      | sztafeta    | 6:39,990 | [ 10 ] |
| 2005 | Drużynowe mistrzostwa świata | Chuncheon      | 1.      | sztafeta    | 58       | [ 11 ] |
| 2008 | Mistrzostwa świata           | Gangneung      | 2.      | sztafeta    | 6:52,318 | [ 12 ] |
| 2008 | Drużynowe mistrzostwa świata | Harbin         | 2.      | sztafeta    | 32       | [ 13 ] |
| Pochyloną czcionką oznaczono wynik z ostatniego etapu danej konkurencji, z udziałem tego samego zawodnika/zawodników, z wykluczeniem etapu finałowego. Wartości cyfrowe podawane w nawiasie, w wynikach uzyskiwanych w konkurencji wieloboju, oznaczają sumę pozycji zajmowanych w klasyfikacji końcowej na dystansie 500, 1000 i 1500 metrów. Wartość PEN oznacza karę, której działanie jest praktycznie tożsame z dyskwalifikacją. |                              |                |         |             |          |        |